# Hůrky (Karlovy Vary)
Hůrky (německy Berghäuseln) jsou vesnice, část krajského a statutárního města Karlovy Vary ve stejnojmenném okrese v Karlovarském kraji. Nachází se asi tři kilometry východně od Karlových Varů. Hůrky leží v katastrálním území Olšová Vrata o výměře 12,23 km².

## Název
Název vesnice je odvozen ze slova hórka ve významu malá hora. Podobně je odvozen také původní německý název Berghäuseln, který vznikl z výrazu in den Berghäuseln, kde Berghäuseln znamená „domky při hoře“. V historických pramenech se objevuje jen ve tvaru Berghäuseln (1847 a 1854).

## Historie
První písemná zmínka o vesnici pochází z roku 1847.

## Obyvatelstvo
Při sčítání lidu v roce 1921 ve vsi žilo 192 obyvatel (z toho 95 mužů), z nichž byl jeden Čechoslovák, 185 Němců a šest cizinců. Až na šest evangelíků se hlásili k římskokatolické církvi. Podle sčítání lidu z roku 1930 měla vesnice 163 obyvatel: šest Čechoslováků, 152 Němců a pět cizinců. Kromě pěti evangelíků byli římskými katolíky.
| Rok            | 1869 | 1880 | 1890 | 1900 | 1910 | 1921 | 1930 | 1950 | 1961 | 1970 | 1980 | 1991 | 2001 | 2011 | 2021 |
| -------------- | ---- | ---- | ---- | ---- | ---- | ---- | ---- | ---- | ---- | ---- | ---- | ---- | ---- | ---- | ---- |
| Počet obyvatel | 179  | 207  | 264  | 235  | 254  | 192  | 163  | 131  | 272  | 66   | 194  | 204  | 219  | 202  | 304  |
| Počet domů     | 12   | 15   | 15   | 15   | 16   | 16   | 16   | 18   | 18   | 14   | 41   | 47   | 58   | 71   | 125  |

## Obecní správa
Při sčítání lidu v letech 1869–1930 Hůrky byly osadou obce Olšová Vrata v okrese Karlovy Vary. Od roku 1948 jsou částí statutárního města Karlovy Vary, se kterým patřily nejprve do okresu Karlovy Vary-město, ale od roku 1960 ve stejnojmenném okrese.